# Tania Mathias
Tania Wyn Mathias (née le 21 juin 1964) est une ophtalmologiste britannique et une femme politique du Parti conservateur. Elle est députée de Twickenham de mai 2015 à juin 2017 ,. 

## Jeunesse et carrière
Elle est née à Kensington, Londres le 21 juin 1964 et grandit à Barnes . Elle fait ses études à la St Paul's Girls' School, une école indépendante pour filles à Hammersmith, à Londres. Elle étudie au St Catherine's College, à Oxford et à Christ Church, à Oxford, obtenant un baccalauréat en médecine et en chirurgie (MB BCh) en 1988 . Son grand-père, Fred Mathias, a joué au rugby et au cricket pour Glamorgan et en 1918 a reçu la Croix militaire après ses exploits en survolant les lignes ennemies en Belgique et en France. 
Peu de temps après avoir obtenu son diplôme en médecine, elle travaille auprès des réfugiés pour l'Office de secours et de travaux des Nations unies pour les réfugiés de Palestine dans le Proche-Orient dans la bande de Gaza et soigne des patients atteints du VIH et de la tuberculose en Afrique. Elle traite également des lépreux dans le nord du Bihar, en Inde et dans le sud de la Chine. Elle est employée par le NHS comme ophtalmologiste . 

## Carrière politique
En 2010, elle est élue au Borough londonien de Richmond upon Thames en tant que conseiller de Hampton Wick . Elle est réélue en 2014, mais démissionne de ses fonctions de conseillère peu après être devenue députée ,. 
Aux élections générales de 2015, elle est élue députée de Twickenham, battant le ministre du cabinet libéral démocrate, Vince Cable . Elle est nommée membre du comité spécial de la science et de la technologie en juillet 2015 . 
Elle est battue par Vince Cable lors de l'élection générale de 2017 par près de 10 000 voix . Elle est l'un des cinq candidats conservateurs financés de manière controversée pour cibler les opposants libéraux démocrates qui avaient soutenu la campagne pour rester dans l'UE . 
Au Parlement, Mathias vote de la même manière que les autres députés conservateurs sur la grande majorité des questions . Cependant, elle vote différemment de ses collègues pour: permettre aux personnes en phase terminale de recevoir une assistance pour mettre fin à leurs jours, obliger les sociétés de pub à proposer aux propriétaires de pub des baux à loyer uniquement et pour garantir unilatéralement les droits des citoyens de l'UE vivant dans la Grande-Bretagne;  (elle était l'un des deux seuls députés conservateurs à voter contre le gouvernement à ce sujet) . Elle s'est également opposée à la politique des réfugiés du président américain Donald Trump . Elle est opposée au Brexit avant le référendum de 2016 . 
Elle est opposée à l'expansion de l'aéroport d'Heathrow et exprime son objection à la Chambre des communes à plusieurs reprises . Elle réagit négativement à la décision du gouvernement britannique d'entamer des consultations pour la construction d'une troisième piste, déclarant l'expansion "malavisée et non dans l'intérêt de la nation" . 

## Vie privée
Mathias est une Quaker. Elle est l'une des trois Quakers élues lors de l'élection générale de 2015, les autres étant Ruth Cadbury et Catherine West . 